# Народна веровања у Турској
Народно веровање је широк појам који обухвата различита веровања:
- народна
- религијска

У речнику овај појам значи: „ Искрена везаност за неку идеју“ или „Веровање у Бога или религију“. Верске установе пак се противе веровањима и сматрају да спадају у празноверја и да излазе из оквира религија.

## Врсте народних веровања
Народна веровања могу бити:
- Тумачење снова (Rüya Yorumu) и порицање судбине (Fal)
- Посете култним местима ( Yatır Ziyaretleri)
- Приношење жртве (Kurban Kesme)
- Врачање (Büyü)
- Урок (Nazar)
- Призивање кише ( Yağmur Duası)
- Сујеверје (Batıl İnaçlar)

### Посете култним местима
Као и код других народа, тако је и код Турака присутан култ предака који потиче још из преисламског периода. На простору Анадолије су се рађале многе цивилизације, па овај култ предтсавља резултат преплитања тих цивилизација. У Турској је због тога присутно посећивање гробова светаца, разних турбета и дервишких текија. Када се одлази на ова места, присутни су разни обичаји и ритуали, као што су: приношење жртве, доношење хране, везивање крпица за дрво или жбун поред гроба, прање у светој води, бацање новчића у воду, као и паљење свећа. Сматра се да уколико се понесе земља или каменчић с овог места, то може донети срећу. Овакве посете могу бити групне и организоване, посете у одређеном дану у години и индивидуалне посете ван одређеног датума. 

### Приношење жртве
Жртвовање је чин даривања предмета божанству. Стара турска племена су приносила жртве како би умањила божји гнев или заслужили божју милост, као и да би удовољиле природним силама попут воде, ватре, неба и земље. Код Турака је овај обичај приношења жртве био веома распрострањен. Реч „курбан“ значи жртва. 

#### Врсте курбана
Курбан се дели на две врсте:
1. на крвну
2. на некрвну жтрву.

Крвна жртва је најчешће била у облику животиње и њоме су обележавали неке разне церемоније или славља, попут Курбан-бајрама, знак захвалности за испуњену жељу или обављен посао или започињање неког важног посла. Некрвна жртва се састојала од јела и пића, а то је најчешће било традиционално пиће кумис, млеко и други напици, као и разна зрневља. У данашње време може бити у облику новца који се баца приликом рођења детета, на свадбама или за душу покојника. 

### Врачање
Магијска веровања потичу од паганских, шаманистичких ритуала централне Азије. Турци су са собом донели разне мистичне вештине и способности. Магија се користи као вештина којом се покушава утицати на догађаје, природне законе, нечију свест и устаљене навике извођењем разних ритуала за које се верује да могу постићи одређен циљ. Магија се дели на добру и лошу. Постоје разни начини заштите од магије као што су: отићи до удаљене реке или воде и прескочити је, окадити кућу, запалити парче с прага нове куће, катраном од клеке направити знак крста на праговима врата унутар куће, потопити парче памука у воду и многи други. За скидање магије се примењују против мере: припремити различите амајлије или талисмане, однети воће хоџи да очита молитву и онда га дати запоседнутој особи да га поједе, за љубавну магију у пећ убацити црвену паприку да се љубав распламса, и друго. Ово су само једни од магијски ритуала који су присутни код Турака. 

### Урок
У турском народном веровању урок има негативно значење и најчешће је у облику урокљивог ока које својим погледом може да нанесе зло. То је најчшће око светле, плаве боје. Урокљивом погледу су најподложнија деца, као и успешне, познате и лепе личности. Један од начина избегавања урока јесте упућивање ружних речи детету уместо лепих, уз додатно имитирање пљувања и изговарања пу, пу, пу и незоставне фразе „машала“ (maşallah- да није урока). Али најчешћи и најделотворнији вид заштите од урока јесте амајлија у облику плавог ока (nazar boncuğu, nazarlık), који се закачи детету за одећу ставе на колевку, окаче на улазна врата куће, на зидове). 

### Призивање кише
Призивање кише је најстарији пагански ритуал који се јавља у културама већине народа. Код нас је познат под називом додоле. У турској култури се овај ритуал разликује у преисламском периоду и након примања ислама. Али основне карактеристике су сачуване. Обред је познат под називом молитва за кишу. Турски фолклориста Пертев Наили Боратов је побројао и хронолошки класификовао основне карактеристике ритуала молитва за кишу:
- Сакупи се велики број каменчића, над сваким се очита молитва, сви се ставе у врећу и потопе у реку. Број каменчића може бити од 41 па све до 70 или 75 хиљада. Да би се ритуал обавио, неопходно је да се укључи што већи број учесника. Када се закључи да је киша довољно нападала, каменчићи се ваде из воде пазећи притом да ниједан не падне уводу. По народном веровању, ако само један камен остане у води, то може изазвати још већу кишу и поплаву.
- Певају се верске песме, обично на неком узвишеном месту поред села или на гробу неког свеца. Том приликом се одећа облачи наопако, руке се подигну ка небу, али тако да прсти буду окренути надоле како си се имитирало падање кише.
- На месту молитве сиромашнима се дели заједнички припремљена храна коју сви поделе међу собом. Верује се да је ово један од начина да се богови одобровоље.
- Такође у сврху изазивања сажаљења код богова, јагањци се терају да мекећу, телад да мучу, бебе да плачу, како би се исказала потреба земље за кишом на исти начин као потреба младунчади за млеком.

У овом обреду учествују и деца која са собом носе лутку која се зове „кишна невеста“ и иду од врата до врата. Жене поливају лутку водом и деци деле храну.

### Сујеверје
Празноверје је код Турака веома присутно чак и данас и више представља неку навику. Најчешћа празноверја су:
- Важне послове не треба започињати уторком јер ће се одуговлачити и отезати. Реч је о сличности између назива за уторак Salı и глагола sallamak (љуљати се, бити несигуран).
- Кад неко одлази на пут, за њим се просипа вода да би му пут и посао ишли глатко као вода.
- Доњи веш не треба облачити наопако јер ће и започети посао кренути наопако.
- Куца се на дрво кад се изговори нека реченица која изазива судбину, како нешто не би кренуло по злу. Да би отерали лоше утицаје, Турци прво повуку ресицу на десном увету, а онда куцну у дрво.
- Ноћу не треба звиждати.
- Ноћу се не треба гледати у огледало јер то скраћује животни век.
- Црна мачка која пређе пут је лош знак.
- Сломљено огледало доноси несрећу дугу седам година.
- Нож се не даје другоме директно у руку јер се верује да тако настаје свађа.
- Ноћу не треба сећи нокте, ако се то и учини, треба их закопати.
- Кад се заради први јутарњи пазар, новчаницом се пређе преко браде.
- Није добро ушивати одећу док је на некоме.
- Када се особа уплаши, мало подигне главу додирујући палцем врх горњих зуба.